# Martin Plewa
Martin Plewa (* 6. Mai 1950 in Vreden) ist ein Ausbilder von Pferden, Reitern und Reitlehrern. Er war leitender Bundestrainer der Vielseitigkeitsreiter im Deutschen Olympiade-Komitee für Reiterei, Goldmedaillengewinner bei Olympischen Spielen und Teilnehmer bei Welt- und Europameistern der Reiter.

## Leben
Er studierte in Münster Mineralogie und Pädagogik für das Lehramt. Von 1971 bis 1976 war Plewa Landestrainer für die Vielseitigkeitsreiter. Nach dem zweiten Staatsexamen arbeitete er von 1978 bis 1985 als Gymnasiallehrer für Chemie in Versmold und nebenher als Reitlehrer. In dieser Zeit machte er 1980 die Prüfung zum Pferdewirtschaftsmeister. Von 1985 bis 2000 war er mit der Bundestrainertätigkeit der deutschen Vielseitigkeitsreiter betraut. Nach den Olympischen Sommerspielen 2000 wurde ihm verfehlte Mannschaftsbesetzung bei dieser Veranstaltung vorgeworfen, in Folge wurde sein Vertrag mit dem DOKR aufgelöst. Plewa selbst äußerte sich wie folgend hierzu: "Ich bin jetzt 16 Jahre in der Position des Leitenden Bundestrainers gewesen. Das ist für einen Trainer eine sehr lange Zeit. Es waren sehr schöne Jahre mit großen Erfolgen, natürlich auch mit Enttäuschungen. Es hat sich auch herausgestellt, dass sich meine Vorstellungen über Art und Umfang meiner weiteren Trainertätigkeit unter den gegebenen Umständen nur sehr schwierig realisieren lassen. Mit Anfang 50 bin ich in einem Alter, in dem ich noch die Chance zu einer beruflichen Umorientierung habe. Außerdem bin ich mit der Deutschen Reiterlichen Vereinigung und dem DOKR so verblieben, dass wir uns für die Zukunft Möglichkeiten der Zusammenarbeit offen gelassen haben."
Seit März 2001 ist er als Leiter der Westfälischen Reit- und Fahrschule tätig. Im November 2006 wurde ihm der Titel „Reitmeister“ verliehen. Plewa ist seit 2016 Mitglied des Aufsichtsrates im Verein Xenophon e. V. – Gesellschaft für Erhalt und Förderung der klassischen Reitkultur.
Martin Plewas älterer Bruder ist der 1947 geborene Dr. Dietrich Plewa, ehemaliger deutscher Vizemeister im Dressurreiten (1994), ehemaliger Landestrainer Dressur in Baden-Württemberg und jetziger internationaler Dressurrichter und Mitglied im DOKR-Dressurausschuss.

## Sportliche Erfolge
- Teilnahme an den Deutschen Juniorenmeisterschaften zwischen 1964 und 1968 in allen Disziplinen, ein Dritter Platz in der Dressur und ein dritter Platz im Springen
- Seit 1969 als „Senior“ im Vielseitigkeitskader, während dieser Zeit ein zweiter Platz bei den Deutschen Meisterschaften, ein sechster Platz in der Einzelwertung bei der EM 1973 in Kiew und ein dritter Platz mit der Mannschaft bei der WM 1974 in Burghley, Teilnahme an der EM 1975 in Luhmühlen und an der WM 1982 in Luhmühlen

### Trainerkarriere
- Bronze- und Silbermedaille mit der Mannschaft (1985) und eine Bronzemedaille in der Einzelwertung (1987) jeweils bei der Europameisterschaft.
- 1990 in Stockholm und 1994 in Den Haag WM-Bronzemedaille mit der Mannschaft
- 1992 olympische Bronzemedaille in der Mannschaftswertung und Silbermedaille in der Einzelwertung in Barcelona durch Herbert Blöcker.
- 1988 olympische Goldmedaille mit der Mannschaft in Seoul